# Trương Hâm Nghệ
Trương Hâm Nghệ (sinh ngày 29 tháng 5 năm 1981) là một diễn viên và đạo diễn người Trung Quốc.

## Tiểu sử
Trương sinh tại Tứ Dương, Tứ Xuyên . Sau khi tốt nghiệp Cao đẳng nghệ thuật Tứ Xuyên năm 1998, cô trở thành vũ công và tham gia Đoàn ca múa nhạc Thâm Quyến. Cùng năm, Trương Hâm Nghệ vào Học viện Hý kịch Trung ương khoa Diễn xuất.

## Phim

### Điện ảnh
| Năm  | Tên                           | Tên gốc              | Vai               | Ghi chú      |
| ---- | ----------------------------- | -------------------- | ----------------- | ------------ |
| 2007 | Đêm Thượng Hải                | 夜上海               | Nữ cảnh sát       | Vai nhỏ      |
| 2009 | Tình mộng kỳ duyên            | 游龙戏凤             | Hoắc Tương Như    | [ 2 ]        |
| 2010 | Lạc lối                       | 人在囧途             | Nữ ăn xin         | [ 3 ]        |
| 2012 | Thất phu                      | 匹夫                 | Phương Tử Trân    | [ 4 ]        |
| 2012 | Cô vợ rắc rối                 | 我老公不靠谱         | Đổng Di           | [ 5 ]        |
| 2013 | Stay Curious                  | 好奇不滅             |                   |              |
| 2013 | Meet Your True Self           | 遇见真实的自己       |                   | [ 6 ]        |
| 2014 | Uncle Victory                 | 胜利                 | Tôn Tiểu Mĩ       | [ 7 ]        |
| 2016 | Mọi thứ đều ổn                | 一切都好             | Cô gái tuyệt vời  | [ 8 ]        |
| 2016 | The New Year's Eve of Old Lee | 过年好               | Công nhân vệ sinh | Cameo        |
| 2016 | Spicy Hot in Love             | 爱情麻辣烫之情定终身 | Dương Phi         | [ 10 ]       |
| 2018 | Miss Puff                     | 泡芙小姐             | Puff              | Kim đạo diễn |
| 2018 | Genghis Khan                  | 战神纪               | Đóa Đãi           | [ 11 ]       |
| 2019 | Love Song to the Days Forgone | 东北往事之二十年     | Triệu Nhị         | [ 12 ]       |

### Truyền hình
| Năm  | Tên                                   | Tên gốc                  | Vai                         | Ghi chú            |
| ---- | ------------------------------------- | ------------------------ | --------------------------- | ------------------ |
| 2005 |                                       | 风吹云动星不动           | Lâm Mặc Cầm                 | [ 13 ]             |
| 2006 | Night Rain                            | 夜雨                     | Diệp Tử                     | [ 14 ]             |
| 2006 | Võ lâm ngoại truyện                   | 武林外传                 | Tiểu Thanh                  | Cameo              |
| 2006 | Life of Dragon and Tiger              | 龙虎人生                 | Hà Tuyết Trân               | [ 15 ]             |
| 2006 | May Flower                            | 五月的鲜花               | Tạ Vũ                       | [ 16 ]             |
| 2006 |                                       | 羊城暗哨                 | Đậu Quan                    | [ 17 ]             |
| 2007 | We Have Nowhere to Place Youth        | 我们无处安放的青春       | Đổ Hiểu Bân                 | [ 18 ]             |
| 2007 | Love is a Blessed Bullet              | 爱是一颗幸福的子弹       | Vệ Thiết Dân                |                    |
| 2008 | Small House Important Events          | 小家大事                 | Tống Doanh Doanh            | [ 19 ]             |
| 2009 | Burning Rose                          | 燃烧的玫瑰               | Dương Lâm                   | [ 20 ]             |
| 2009 | Lancet                                | 柳叶刀                   | Hứa Mạn                     | [ 21 ]             |
| 2009 | Sufei Confession                      | 苏菲的供词               | Tô Phi                      | [ 22 ]             |
| 2009 | Shanghai Adventure                    | 风雨上海滩               | Đỗ Thu Nguyệt               | [ 23 ]             |
| 2010 |                                       | 风声传奇                 | Cố Tiểu Mộng                | [ 24 ]             |
| 2011 | Điều gì cứu lấy bạn, tình yêu của tôi | 新拿什么拯救你，我的爱人 | La Tinh Tinh                | [ 25 ]             |
| 2011 |                                       | 红妆                     | Thẩm Hà                     | [ 26 ]             |
| 2011 |                                       | 无影灯下                 | Uông Khải Đế                | Cameo              |
| 2011 | A Live In Son In Law                  | 新上门女婿               | Chung Hủy                   | [ 27 ]             |
| 2012 | Chuyện tình Bắc Kinh                  | 北京爱情故事             | Lâm Hạ                      |                    |
| 2012 | Bachelor                              | 大男当婚                 | Lưu Thần Hi                 | [ 28 ]             |
| 2012 | Amy Go                                | 艾米加油                 | Người phát ngôn thương hiệu | Cameo              |
| 2012 | Be in Love After Marriage             | 先结婚后恋爱             | Kiều Mạch                   | [ 29 ]             |
| 2013 | Thất tình 33 ngày                     | 失恋33天                 | Cat lady                    | Cameo, Tập 26      |
| 2013 |                                       | 大宅门1912               | Lộ Thanh Thanh              | [ 30 ]             |
| 2013 | The Husband's Spring                  | 老公的春天               | Mạc Tiểu Lị                 | [ 31 ]             |
| 2014 | Tân khuê mật thời đại                 | 新闺蜜时代               | Hàn Văn Tĩnh                | [ 32 ]             |
| 2014 | The River Children                    | 大河儿女                 | Cô sáu                      | [ 33 ]             |
| 2014 | The Third Name of Love                | 绝爱                     | Trâu Vũ                     | [ 34 ]             |
| 2015 | I Want To Fall In Love With You       | 好想好想爱上你           | Hạ Hiểu Vân                 | [ 35 ]             |
| 2015 | Three Dads                            | 三个奶爸                 | Đào Vũ Đồng                 | [ 36 ]             |
| 2016 | Công chúa Giải Ưu                     | 解忧公主                 | Công chúa Giải Ưu           | [ 37 ]             |
| 2016 | Through the Mystery                   | 穿越谜团                 | Vệ Dung                     | [ 38 ]             |
| 2016 | Vương quốc ảo                         | 幻城                     | Hoa Sen tinh                | Cameo              |
| 2016 | Happy Mitan                           | 欢喜密探                 | Dã Hoa                      | Cameo              |
| 2016 | Let's Fall in Love                    | 咱们相爱吧               | Phan Chi Chi                | [ 40 ]             |
| 2018 | Won't Let Go Of Your Hand             | 绝不松开你的手           | Lưu Viện                    | Vai diễn khách mời |
| 2018 | She is Beautiful                      | 她很漂亮                 | Trương Hiểu Na              | [ 41 ]             |
| 2019 | Nhiệt ái                              | 热爱                     | Dương Anh                   |                    |

## Kịch
| Năm  | Tên                   | Tên gốc          |
| ---- | --------------------- | ---------------- |
| 2004 | Sai trong sai         | 《错中错》       |
| -    | The Crucible          | 《撒勒姆女巫》   |
| -    | Nguyễn Linh Ngọc      | 《阮玲玉》       |
| -    | Ảo ảnh trong chớp mắt | 《瞬息间的幻影》 |
| 2006 | Đại Minh cung từ      | 《大明宫词》     |
| 2010 | Hamlet                | 《哈姆雷特》     |
| 2011 | Linh hồn từ chối      | 《灵魂拒葬》     |

## Giải thưởng
| Năm  | Lễ trao giải                      | Hạng mục                                         | Tác phẩm           | Kết quả   | Ghi chú |
| ---- | --------------------------------- | ------------------------------------------------ | ------------------ | --------- | ------- |
| 2012 | Liên hoan phim Trung Quốc Quốc tế | Nữ diễn viên phụ xuất sắc nhất                   | Thất phu           | Đoạt giải | [ 42 ]  |
| 2012 | Quốc kịch thịnh điển              | Nữ diễn viên thăng tiến của năm                  | —                  | Đoạt giải | [ 43 ]  |
| 2014 | Quốc kịch thịnh điển              | Nhân vật khán giả yêu thích                      | The River Children | Đoạt giải | [ 44 ]  |
| 2017 | Giải Hoa Đỉnh                     | Nữ diễn viên chính xuất sắc nhất (phim cổ trang) | Công chúa Giải Ưu  | Đề cử     |         |